# Javier Frana
Javier Frana (Rafaela, 25 dicembre 1966) è un ex tennista argentino.

## Biografia
Ottenne il suo best ranking in singolare il 24 luglio 1995 con la 30ª posizione; mentre nel doppio divenne, il 25 maggio 1992, il 14º del ranking ATP.
Vince il suo primo torneo ATP in singolare il 29 ottobre 1991 a Guarujá in Brasile nel Philips Open; in quell'occasione superò in finale il tedesco Markus Zoecke con il punteggio di 2-6, 7–6(1), 6-3. Nel corso della sua carriera riuscirà a conquistare altri due tornei: il Movistar Open di Santiago del Cile e il Nottingham Open di Nottingham, arrivando in finale in altre sei occasioni.
Ha vinto ben sette tornei ATP di doppio e, in coppia con il messicano Leonardo Lavalle è riuscito a raggiungere la finale del Torneo di Wimbledon 1991 uscendone però sconfitto per mano di John Fitzgerald e Anders Järryd.
Nel 1992, con il connazionale Christian Miniussi, ha vinto la medaglia di bronzo nel torneo di doppio delle Olimpiadi di Barcellona. Furono sconfitti in semifinale dai tedeschi Boris Becker e Michael Stich futuri vincitori della medaglia d'oro.
Ha fatto parte della squadra argentina di Coppa Davis dal 1986 al 1997 con un record di 18 vittorie e 19 sconfitte.

## Statistiche

### Singolare

#### Vittorie (3)
| Legenda                |
| Grande Slam (0)        |
| Tennis Masters Cup (0) |
| ATP Masters Series (0) |
| ATP Tour (3)           |

| N. | Data            | Torneo                        | Superficie  | Sfidante in finale | Punteggio        |
| 1. | 29 ottobre 1991 | Guarujá Open, Guarujá         | Cemento     | Markus Zoecke      | 2-6, 7–6(1), 6-3 |
| 2. | 25 ottobre 1993 | Chile Open, Santiago del Cile | Terra rossa | Emilio Sánchez     | 7-5, 3-6, 6-3    |
| 3. | 19 giugno 1995  | Nottingham Open, Nottingham   | Erba        | Todd Woodbridge    | 7–6(4), 6-3      |

| Legenda tornei minori |
| Challenger (3)        |
| Futures (0)           |

| N. | Data             | Torneo                                    | Superficie  | Sfidante in finale | Punteggio     |
| 1. | 2 novembre 1987  | Santiago Challenger, Santiago del Cile    | Terra rossa | Alberto Mancini    | 2-6, 6-3, 6-4 |
| 2. | 11 aprile 1988   | Rio de Janeiro Challenger, Rio de Janeiro | Sintetico   | Cássio Motta       | 7-5, 4-6, 6-3 |
| 3. | 1º febbraio 1993 | Punta del Este Challenger, Punta del Este | Terra rossa | Gabriel Markus     | 4-6, 6-2, 7-6 |

#### Sconfitte in finale (6)
| N. | Data             | Torneo                                         | Superficie  | Sfidante in finale | Punteggio           |
| 1. | 21 novembre 1988 | ATP Itaparica, Itaparica                       | Cemento     | Jaime Yzaga        | 6-7, 2-6            |
| 2. | 8 luglio 1991    | Hall of Fame Championships, Newport (1)        | Erba        | Bryan Shelton      | 6-3, 4-6, 4-6       |
| 3. | 5 luglio 1993    | Hall of Fame Championships, Newport (2)        | Erba        | Greg Rusedski      | 7-5, 6(7)–7, 6(5)–7 |
| 4. | 7 novembre 1994  | ATP Buenos Aires, Buenos Aires                 | Terra rossa | Àlex Corretja      | 3-6, 7-5, 6(5)–7    |
| 5. | 17 aprile 1995   | Bermuda Open, Bermuda                          | Terra verde | Mauricio Hadad     | 6(5)–7, 6-3, 4-6    |
| 6. | 8 maggio 1995    | U.S. Men's Clay Court Championships, Pinehurst | Terra rossa | Thomas Enqvist     | 3-6, 6-3, 3-6       |

### Doppio

#### Vittorie (7)
| Legenda                |
| Grande Slam (0)        |
| Tennis Masters Cup (0) |
| ATP Masters Series (0) |
| ATP Tour (7)           |

| N. | Data              | Torneo                              | Superficie    | Compagno             | Avversari in Finale               | Punteggio     |
| 1. | 16 maggio 1988    | ATP Firenze, Firenze                | Terra rossa   | Christian Miniussi   | Claudio Pistolesi Horst Skoff     | 7-6, 6-4      |
| 2. | 5 febbraio 1990   | Guarujá Open, Guarujá               | Cemento       | Gustavo Luza         | Luiz Mattar Cássio Motta          | 7-6, 7-6      |
| 3. | 29 luglio 1991    | Los Angeles Open, Los Angeles       | Terra rossa   | Jim Pugh             | Glenn Michibata Brad Pearce       | 7-5, 2-6, 6-4 |
| 4. | 5 luglio 1993     | Hall of Fame Championships, Newport | Erba          | Christo van Rensburg | Byron Black Jim Pugh              | 4-6, 6-1, 7-6 |
| 5. | 13 settembre 1993 | Bordeaux Open, Bordeaux             | Terra rossa   | Pablo Albano         | David Adams Andrej Ol'chovskij    | 7-6, 4-6, 6-3 |
| 6. | 27 febbraio 1995  | Open del Messico, Città del Messico | Terra rossa   | Leonardo Lavalle     | Marc-Kevin Goellner Diego Nargiso | 7-5, 6-3      |
| 7. | 9 ottobre 1995    | Ostrava Open, Ostrava               | Sintetico (i) | Jonas Björkman       | Guy Forget Patrick Rafter         | 6-7, 6-4, 7-6 |

| Legenda tornei minori |
| Challenger (5)        |
| Futures (0)           |

| N.  | Data             | Torneo                                        | Superficie  | Compagno             | Avversari in Finale               | Punteggio     |
| 1.  | 23 giugno 1986   | Clermont-Ferrand Challenger, Clermont-Ferrand | Terra rossa | Gustavo Guerrero     | Gilad Bloom Carl-Uwe Steeb        | 6-1, 6-0      |
| 2.  | 30 giugno 1986   | Chartres Challenger, Chartres                 | Terra rossa | Gustavo Guerrero     | Mansour Bahrami Éric Winogradsky  | 6-2, 6-4      |
| 3.  | 2 novembre 1987  | Santiago Challenger, Santiago del Cile        | Terra rossa | Hans Gildemeister    | Alexandre Hocevar Marcos Hocevar  | 6-4, 6-3      |
| 4.  | 30 ottobre 1989  | Bahia Challenger, Bahia                       | Cemento     | Cássio Motta         | Sergio Casal Javier Sánchez       | 6-4, 6-2      |
| 5.  | 12 febbraio 1990 | Aberto de São Paulo, São Paulo                | Terra rossa | Gustavo Luza         | Ricardo Camargo Ivan Kley         | 6-3, 7-6      |
| 6.  | 6 agosto 1990    | Aberto de São Paulo, São Paulo                | Terra rossa | Cássio Motta         | João Zwetsch Gabriel Markus       | 6-3, 3-6, 6-1 |
| 7.  | 13 luglio 1992   | Newcastle Challenger, Newcastle upon Tyne     | Erba        | Christo van Rensburg | Kent Kinnear Peter Nyborg         | 7-6, 7-6      |
| 8.  | 12 ottobre 1992  | Buenos Aires Challenger, Buenos Aires         | Terra rossa | Pablo Albano         | Horacio de la Peña Gabriel Markus | 2-6, 6-3, 6-4 |
| 9.  | 5 aprile 1993    | San Luis Potosí Challenger, San Luis Potosí   | Terra rossa | Leonardo Lavalle     | Francisco Montana Bryan Shelton   | 6-3, 4-6, 6-4 |
| 10. | 13 febbraio 1995 | Mar del Plata Challenger, Mar del Plata       | Terra rossa | Luis Lobo            | Jordi Burillo Hernán Gumy         | 7-6, 7-0      |
| 11. | 22 aprile 1996   | Birmingham Challenger, Birmingham             | Terra verde | Karel Nováček        | Matt Lucena Dave Randall          | 6-3, 6-1      |
| 12. | 7 aprile 1997    | Bermuda Open Challenger, Bermuda              | Terra rossa | Mark Knowles         | Lucas Arnold Ker Daniel Orsanic   | 6-3, 6-7, 6-3 |

#### Sconfitte in finale (9)
| N. | Data              | Torneo                                         | Superficie  | Compagno           | Avversari in Finale           | Punteggio          |
| 1. | 21 settembre 1987 | Torneo Godó, Barcellona                        | Terra rossa | Christian Miniussi | Miloslav Mečíř Tomáš Šmíd     | 1-6, 2-6           |
| 2. | 25 gennaio 1988   | Guarujá Open, Guarujá                          | Terra rossa | Diego Pérez        | Ricardo Acuña Luke Jensen     | 1-6, 4-6           |
| 3. | 24 giugno 1991    | Torneo di Wimbledon, Londra                    | Erba        | Leonardo Lavalle   | John Fitzgerald Anders Järryd | 3-6, 4-6, 7-6, 1-6 |
| 4. | 8 luglio 1991     | Hall of Fame Championships, Newport            | Erba        | Bruce Steel        | Gianluca Pozzi Brett Steven   | 4-6, 4-6           |
| 5. | 7 ottobre 1991    | Tel Aviv Open, Tel Aviv                        | Cemento     | Leonardo Lavalle   | David Rikl Michiel Schapers   | 2-6, 7-6, 3-6      |
| 6. | 28 ottobre 1991   | ATP Buzios, Armação dos Búzios                 | Terra rossa | Leonardo Lavalle   | Sergio Casal Emilio Sánchez   | 6-4, 3-6, 4-6      |
| 7. | 18 maggio 1992    | ATP Bologna Outdoor, Bologna                   | Terra rossa | Javier Sánchez     | Luke Jensen Laurie Warder     | 2-6, 3-6           |
| 8. | 12 aprile 1993    | U.S. Men's Clay Court Championships, Charlotte | Terra rossa | Leonardo Lavalle   | Rikard Bergh Trevor Kronemann | 1-6, 2-6           |
| 9. | 1º novembre 1993  | ATP San Paolo, San Paolo                       | Terra rossa | Pablo Albano       | Sergio Casal Emilio Sánchez   | 6-4, 6-7, 4-6      |